# Krzyżodziób szkocki
Krzyżodziób szkocki (Loxia scotica) – gatunek ptaka z rodziny łuszczakowatych (Fringillidae). Występuje wyłącznie w Szkocji, a upierzenie ma takie same jak u krzyżodzioba świerkowego, także jego głos jest podobny do głosu tego ptaka. Jest jedynym krzyżodziobem, który nie wędruje. Monotypowy, niektórzy specjaliści uważają go za podgatunek krzyżodzioba świerkowego (L. curvirostra).
Status
W Czerwonej księdze gatunków zagrożonych Międzynarodowej Unii Ochrony Przyrody od 2010 roku jest zaliczany do kategorii LC (najmniejszej troski). Liczebność populacji, według szacunków, mieści się w przedziale 8200–22 800 dorosłych osobników. Trend liczebności populacji uznawany jest za stabilny.